# Снежана Николовска
Снежана Николовска (на македонска литературна норма: Снежана Николовска) е поетеса от Северна Македония.

## Биография
Родена е през 1953 година в Скопие, тогава в Югославия. Завършва Филологическия факултет на Скопския университет. От 1987 година живее в Осло, Норвегия. Член е на Дружеството на писателите на Македония от 1997 година.